# Woman (песня Кеши)
«Woman» (рус. Женщина) — совместный сингл американской певицы Кеши из третьего студийного дебютного альбома «Rainbow». Выпущена 13 июля 2017 года. Песня была выпущена как второй сингл США и третий в целом с альбома 23 января 2018 года.

## Музыкальное видео
Музыкальное видео на песню было выпущено 13 июля 2017 года. В начале видео можно услышать фрагмент "Hunt You Down". В ролике Кеша выступает в баре Oddity в штате Делавэр. Мужчины — участники группы Кеши, The Creepies, и певица The Dap-Kings Horms, Саундра Уильямс также появляются в видео.

## Выступление
Песня входит в сет-лист «Rainbow Tour» Кеши. Она исполнила песню «Good Morning America», где она также исполнила «Praying». Кеша также исполняла песню на многочисленных фестивалях iHeartradio. 22 января 2018 года Кеша выпустила официальную живую версию, которая была записана во время её Rainbow Tour.

## Чарты
| Чарты (2017–2018)                   | Пиковая позиция |
| ----------------------------------- | --------------- |
| Australia (ARIA)                    | 78              |
| Канада (Billboard Canadian Hot 100) | 80              |
| Канада (Billboard Hot AC)           | 49              |
| New Zealand Heatseekers (RMNZ)      | 3               |
| Шотландия (OCC Scotland)            | 66              |
| США (Billboard Hot 100)             | 96              |
| США (Billboard Adult Pop Airplay)   | 26              |
| США (Billboard Dance Club Songs)    | 1               |
| США (Billboard Pop Airplay)         | 33              |

| Чарт (2018)                     | Позиция |
| ------------------------------- | ------- |
| US Dance Club Songs (Billboard) | 44      |

## Релиз
| Регион            | Даты              | Формы                              | Лейблы       | Прим.  |
| ----------------- | ----------------- | ---------------------------------- | ------------ | ------ |
| Весь мир          | 13 июля, 2017     | Цифровая дистрибуция               | Kemosabe     |        |
| По всему миру     | 29 сентября, 2017 | Цифровая дистрибуция - Remixes     | Kemosabe     | [ 14 ] |
| Соединённые Штаты | 22 января, 2018   | Горячее взрослое современное радио | RCA Kemosabe | [ 1 ]  |
| Соединённые Штаты | 23 сентября, 2018 | Современное хитовое радио          | RCA Kemosabe | [ 1 ]  |